# Leopold II av Lippe
Leopold II (fullständigt namn Paul Alexander Leopold), född i Detmold den 6 november 1796, död där den 1 januari 1851, var 1802-1851 regerande furste av Lippe.

## Biografi
Leopold var son till Leopold I av Lippe och dennes gemål Pauline av Anhalt-Bernburg. Fadern dog redan den 4 april 1802 då Leopold var endast sex år gammal, och fram till 1820 fungerade modern som hans regent medan den unge fursten och hans bror Friedrich utbildade sig i bland annat Göttingen.
Den 4 juni 1820 övertog Leopold själv formellt makten i Lippe. Under sin regering arbetade han bland annat med att förbättra furstendömets polisväsende och försvar. 1836 gav han landet en författning och 1842 anslöt han Lippe till den tyska tullföreningen ("Zollverein"). Genom en moderat politisk hållning red han ut stormarna under revolutionsåret 1848 tämligen väl och uttalade även sin sympati för det liberala förslaget att göra den preussiske kungen Fredrik Vilhelm IV till tysk kejsare.
Furst Leopold var sedan 1820 gift med Emelie av Schwarzburg-Sondershausen och fick med henne sex söner och tre döttrar. Av sönerna kom inte mindre än tre stycken, Leopold, Woldemar och Karl Alexander, att alla efter varandra efterträda sin far på den lippeska tronen.